# Napoleon at War
Napoleon at War est un jeu vidéo de type wargame créé par Ken Wright et publié par Cases Computer Simulations en 1986 sur ZX Spectrum,. Le jeu simule la bataille d'Eylau, qui se déroule en février 1807, pendant les guerres napoléoniennes . Il oppose le joueur, qui commande les forces françaises, à l’ordinateur, qui contrôle les Russes et les Prussiens. Le joueur commande ses troupes directement, en donnant des ordres à ses unités individuellement, ou indirectement, par l’intermédiaire de commandants de corps d’armée qui transfèrent ensuite ses ordres ou agissent à leur propre initiative. Le jeu se déroule au tour par tour, chaque tour étant composé de deux phases : une phase d’ordres puis une phase ou ces ordres sont exécutés par l’ordinateur qui calcule ensuite les résultats des combats.

## Accueil
| Napoleon at War |      |       |
| Média           | Pays | Notes |
| ACE             | GB   | 92 %  |
| Crash           | GB   | 95 %  |
| Sinclair User   | GB   | 4/5.  |
| Your Sinclair   | GB   | 8/10  |